# Tsurevski
Tsurevski (del ruso: Цуревский) es un jútor del raión de Apsheronsk del krai de Krasnodar, en Rusia. Está situado en las vertientes septentrionales del Cáucaso Occidental, en la orilla izquierda del Psheja, afluente del Bélaya, de la cuenca del Kubán, 6 km al oeste de Apsheronsk y 93 km al sureste de Krasnodar, la capital del krai. Tenía 324 habitantes
Pertenece al municipio Apsherónskoye.